# Gerhard Mickoleit
Gerhard Mickoleit (* 26. März 1931 in Memel (heute Klaipeda in Litauen); † 1. Mai 2023 in Tübingen) war ein deutscher Zoologe und Hochschullehrer.

## Leben und Karriere
Gerhard Mickoleit wurde am 26. März 1931 als einziges Kind des Malermeisters Paul Mickoleit und seiner Frau Marta in Memel geboren. Dort verbrachte er seine Kindheit, besuchte die Volksschule und das Luisengymnasium. In jungen Jahren durchstreifte er mit seinem Großvater oft die Kurische Nehrung und wurde so bereits früh von dem Erleben der dortigen Natur geprägt. 1944, mit dreizehn Jahren, flüchtete er mit seinen Eltern vor der anrückenden Sowjetarmee ins schleswig-holsteinische Lauenburg. Erst 1946 konnte er wieder zunächst an der Mittelschule in Lauenburg, ab Ostern 1948 dann die städtische Oberschule Geesthacht besuchen, die er 1953 mit dem Abitur abschloss. Schon während der Schulzeit hatte er Insekten gesammelt und erste Kontakte zum Hamburger Entomologen Gustav Adolf Lohse geknüpft.
Zum Sommersemester 1953 nahm er das Studium der Biologie an der Universität Hamburg auf und verdiente sich sein Studiengeld nebenbei als Arbeiter im Hamburger Hafen. Nach nur einem Semester wechselte er an die Universität Tübingen, wo er nach dem Studium der Zoologie seine Promotion unter dem Insektenanatom Herrmann Weber begann. Nach dessen frühem Tod wurde er schließlich im Wintersemester 1959 unter Helmut Risler promoviert.
Während des Studiums lernte er seine Frau Erika, geb. Kreyer (* 10.01.1932 in Magdeborn bei Leipzig; † 20.06.2019 in Tübingen) kennen; die Ehe blieb kinderlos.
Ab April 1960 übernahm er eine Assistenz am Tübinger Zoologischen Institut. 1962 machte ihn der damalige Ordinarius Karl G. Grell zum Konservator der Zoologischen Schausammlung, in der er als Akademischer Rat und bald darauf als Akademischer Oberrat über dreißig Jahre lang bis zu seiner Pensionierung 1996 wirken sollte.
Die Schausammlung der Tübinger Zoologie war bald Kern einer morphologisch-phylogenetischen Schule, die Generationen von Zoologen hervorbrachte und auf diese Weise die Entwicklung seiner Fachrichtung maßgeblich mitprägte. Gerhard Mickoleit hatte schon früh Willi Hennigs Theorie der Phylogenetischen Systematik rezipiert und war einer der ersten Zoologen, der noch lange vor deren späteren Siegeszug die Relevanz dieser neuen phylogenetischen Analyse erkannte und konsequent in seiner eigenen Forschung und Lehre umsetzte. In der ersten Zeit noch Seite an Seite mit Willi Hennig, verband er in Tübingen die große Tradition der klassischen Anatomen Hermann Weberscher Schule mit der Schärfe der Hennigschen phylogenetischen Argumentation, verband Morphologie mit Phylogenie und verstand es mit seiner eloquenten Vortragsweise zahlreiche Studenten dafür zu begeistern.
Den von ihm angebotenen Fortgeschrittenenkursen zur phylogenetischen Systematik der Insekten und der Wirbeltiere ging der Ruf voraus, zu den anspruchsvollsten des Studiums zu gehören. Die Kurse begannen stets mit einer Vorlesung über Anatomie und Stammesgeschichte einer spezifischen Gruppe, gefolgt von praktischen Übungen dazu und wurden schließlich abgeschlossen mit umfangreichen Bestimmungsübungen der behandelten Taxa. Am Ende des Semesters mussten die Teilnehmer die Diagnosen aller einheimischen Familien sowie die wichtigsten apomorphen Merkmale zur Beurteilung der Stammesgeschichte höherrangiger Taxa parat haben, was in regelmäßigen Klausuren abgefragt wurde.
Ebenso legendär wie seine Kurse waren die von ihm durchgeführten "großen" Exkursionen, zunächst an den Neusiedler See, später dann über Les Baux in der Provence nach Las Presas in die Gegend von Olot in Katalonien sowie an die meeresbiologische Station in Roscoff in der Bretagne, bei denen er seine große Freude daran hatte, dass die Formenfülle jeden Teilnehmer zunächst überforderte. Aber auch bei seinen "kleinen" Exkursionen an den Federsee, bei denen Techniken wie Berlese-Apparate oder Barber-Fallen zur Untersuchung von Bodenorganismen zum Einsatz kamen, waren regelmäßig sehr gefragt.
Für interessierte Teilnehmer waren Inhalt und Didaktik seiner anspruchsvollen Kurse ein Genuss, seine Exkursionen ein Erlebnis.
Gerd Mickoleit war Vertreter der letzten Generation klassisch ausgebildeter Zoologen, die über ihr eigenes Forschungsgebiet hinaus ein breit gefächertes organismisches Wissen aufwiesen: Man konnte mit ihm gleichermaßen über Insekten, Krebse, Wirbeltiere, Moostiere bis hin zu Plattwürmern diskutieren – er wusste über alles Bescheid, was kreuchte und fleuchte, auch seine Kenntnis fossiler Organismen waren hervorragend. Gerd Mickoleit war ein Universalgelehrter im besten Sinne, der dem Humboldtschen Bildungsideal so nahe kam wie nur wenige.
Arbeiten zur Morphologie und Phylogenie der Thysanoptera, Mecoptera und Diptera waren Forschungsschwerpunkte,  in denen meisterhafte anatomische Zeichnungen, Argumente für und gegen bestimmte phylogenetische Verwandtschaftsverhältnisse abgewogen wurden. Dabei wurde jedes Detail beachtet und sorgsam abwägend übergreifende Zusammenhänge erkannt und benannt, im Zweifelsfall aber auch immer Raum für Alternativen gelassen. Das numerische Aufsummieren zahlreicher einfacher Merkmale des später aufkommenden Kladismus konnte er zeitlebens nichts abgewinnen – er war stets an der Entschlüsselung der Funktion komplexer biologischer Strukturen interessiert.
Über sein eigenes engeres Fachgebiet hinaus gelang ihm mit der Überarbeitung der Wirbellosenbände des Hennigschen Taschenbuchs der Speziellen Zoologie ein Kompendium, welches als erstes Lehrbuch den heute allgemein angewandten Prinzipien der phylogenetischen Systematik folgte. Übertroffen wurde dieses noch durch sein 2004 erschienenes Lehrbuch der „Phylogenetischen Systematik der Wirbeltiere“, in der er als Entomologe einen Meilenstein der Vertebratenliteratur schuf. Obwohl seine Arbeiten fast ausschließlich in deutscher Sprache erschienen, genoss er in internationalen Fachkreisen schon früh die entsprechende gebührende Anerkennung. Bei all dem blieb er stets bescheiden, zudem war ihm der Auftritt vor großem Publikum zuwider. Als ihm zuletzt der Ernst-Jünger-Preis für Entomologie angetragen wurde, lehnte er diesen ab, weil er da ja eine Festrede hätte halten müssen – dann lieber nicht.

## Publikationen
- Mickoleit, G. (1960): Zur Thoraxmorphologie der Thysanoptera. – Dissertation, 91 pp.; Tübingen (Mathematisch-naturwissenschaftlichen Fakultät, 12.3.1960).
- Mickoleit, G. (1961): Zur Thoraxmorphologie der Thysanoptera. – Zoologische Jahrbücher. Abteilung für Anatomie und Ontogenie der Tiere 79: 1–92.
- Mickoleit, G. (1962): Die Thoraxmuskulatur von Tipula vernalis Meigen. Ein Beitrag zur vergleichenden Anatomie des Dipterenthorax. – Zoologische Jahrbücher. Abteilung für Anatomie und Ontogenie der Tiere 80: 213–244.
- Mickoleit, G. (1966): Zur Kenntnis einer neuen Spezialhomologie (Synapomorphie) der Panorpoidea. – Zoologische Jahrbücher. Abteilung für Anatomie und Ontogenie der Tiere 83: 483–496.
- Mickoleit, G. (1968): Zur Thoraxmuskulatur der Bittacidae. – Zoologische Jahrbücher. Abteilung für Anatomie und Ontogenie der Tiere 85: 386–410.
- Mickoleit, G. (1969): Vergleichend-anatomische Untersuchungen an der pterothorakalen Pleurotergalmuskulatur der Neuropteria und Mecopteria (Insecta, Holometabola). – Zeitschrift für Morphologie der Tiere 64: 151–178. https://doi.org/10.1007/BF00391785
- Mickoleit, G. (1971): Zur phylogenetischen und funktionellen Bedeutung der sogenannten Notalorgane der Mecoptera (Insecta, Mecoptera). – Zoomorphologie 69 (1): 1–8. https://doi.org/10.1007/BF00294385
- Mickoleit, G. (1971): Das Exoskelet von Notiothauma reedi MacLachlan, ein Beitrag zur Morphologie und Phylogenie der Mecoptera (Insecta). – Zoomorphologie 69 (4): 318–362. https://doi.org/10.1007/BF00375808
- Mickoleit, G. (1973): Über den Ovipositor der Neuropteroidea und Coleoptera und seine phylogenetische Bedeutung (Insecta, Holometabola). – Zeitschrift für Morphologie der Tiere 74: 37–64. https://doi.org/10.1007/BF00291795
- Mickoleit, G. (1973): Zur Anatomie und Funktion des Raphidiopteren-Ovipositors (Insecta, Neuropteroidea). – Zeitschrift für Morphologie der Tiere 76: 145–171. https://doi.org/10.1007/BF00280670
- Mickoleit, G. (1974): Über die Spermatophore von Boreus westwoodi Hagen (Insecta, Mecoptera). – Zeitschrift für Morphologie der Tiere 77: 271–284.  https://doi.org/10.1007/BF00298804
- Mickoleit, G. (1975): Die Genital- und Postgenitalsegmente der Mecoptera-Weibchen (Insecta, Holometabola). I. Das Exoskelet. – Zeitschrift für Morphologie der Tiere 80: 97–135. https://doi.org/10.1007/BF00281741
- Mickoleit, G. (1976): Die Genital- und Postgenitalsegmente der Mecoptera-Weibchen (Insecta, Holometabola). II. Das Dach der Genitalkammer. – Zoomorphologie 85: 133–156. https://doi.org/10.1007/BF00995408
- Mickoleit, G. & Mickoleit, E. (1976): Über die funktionelle Bedeutung der Tergalapophysen von Boreus westwoodi (Hagen) (Insecta, Mecoptera). – Zoomorphologie 85: 157–164. https://doi.org/10.1007/BF00995409
- Mickoleit, G. (1978): Die phylogenetischen Beziehungen der Schnabelfliegen-Familien aufgrund morphologischer Ausprägungen der weiblichen Genital- und Postgenitalsegmente (Mecoptera). – Entomologia Germanica 4 (3–4): 258–271. https://doi.org/10.1127/entom.germ/4/1978/258
- Mickoleit, G. & Mickoleit, E. (1978): Zum Kopulationsverhalten des Mückenhaftes Bittacus italicus (Mecoptera: Bittacidae). – Entomologia Generalis 5 (1): 1–15. https://doi.org/10.1127/entom.gen/5/1978/1
- Mickoleit, G. (1979): Eine neue Bittacus-Art aus dem südlichen Sudan (Mecoptera, Bittacidae) – Spixiana. Zeitschrift für Zoologie 2: 269–272.
- Mickoleit, G. (1981): Revisionary notes. – In: Hennig, W.: Insect Phylogeny; Chichester (John Wiley & Sons).
- Hennig, W. & Mickoleit, G. (eds.) (1986): Willi Hennig: Wirbellose II. Gliedertiere. 4. Neubearbeitete Auflage, 199 pp.; Thun/Frankfurt am Main (Harri Deutsch).
- Krell, F.-T. & Mickoleit, G. (1994): 4. Die Belegstücke der Hausratte, Rattus rattus (L.), in der Zoologischen Schausammlung der Universität Tübingen. – Maus - Mitteilungen aus unserer Säugetierwelt 4: 18–19.
- Mickoleit, G. (2004): Phylogenetische Systematik der Wirbeltiere, 675 pp.; Munich (F. Pfeil).
- Mickoleit, G. (2008): Die Sperma-Auspreßvorrichtung der Nannochoristidae (Insecta: Mecoptera). – Entomologia Generalis 31 (2): 193–226. https://doi.org/10.1127/entom.gen/31/2008/193
- Mickoleit, G. (2018): On the ovipositor of Neuropteroidea and Coleoptera and its phylogenetic significance (Insecta, Holometabola). – Japanese Journal of Systematic Entomology 24 (1): 1–15. [Translated by S. Naomi]
- Mickoleit, G. & Beutel, R. G. (2019): Nannomecoptera, Nannochoristidae, Nannochorista: Male postabdomen. – In: Beutel, R. G. & Friedrich, F. (eds.): Nannomecoptera and Neomecoptera, pp. 34–40; Berlin/Boston: (De Gruyter). https://doi.org/10.1515/9783110272543